# Ostpark Frankfurt am Main

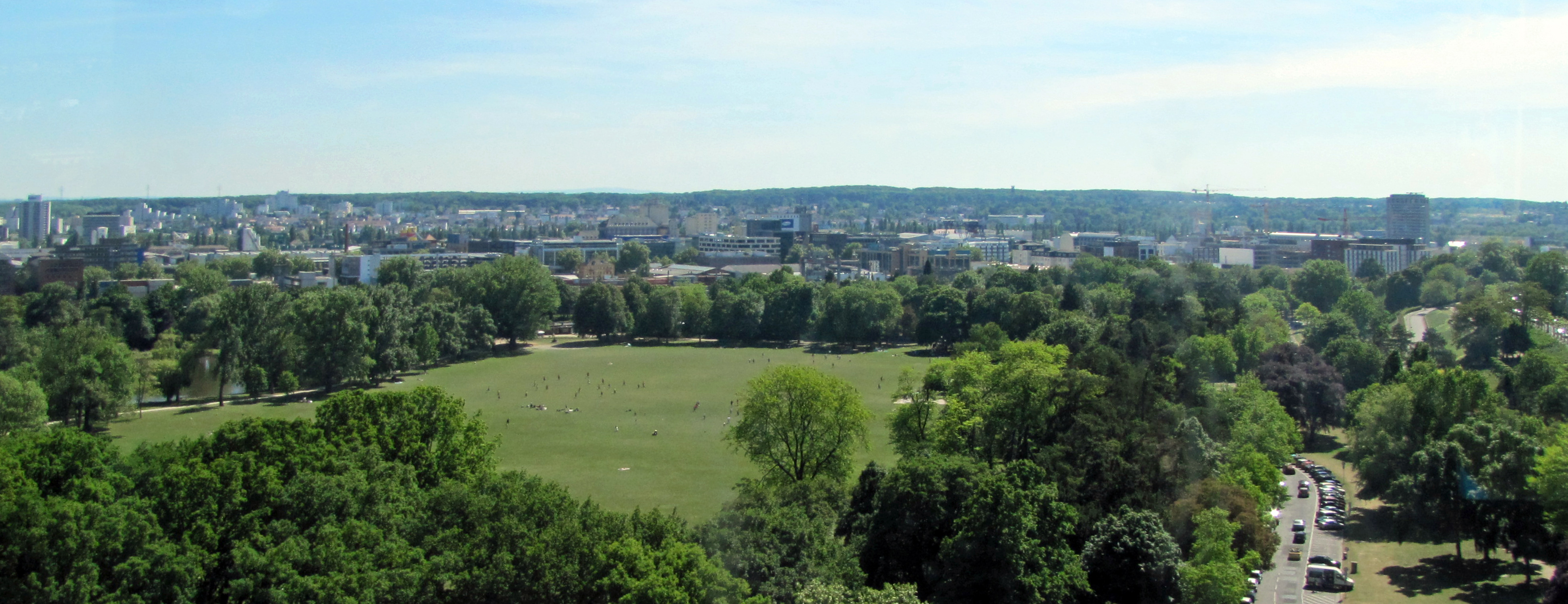
Übersicht über die große Wiese des Ostparks

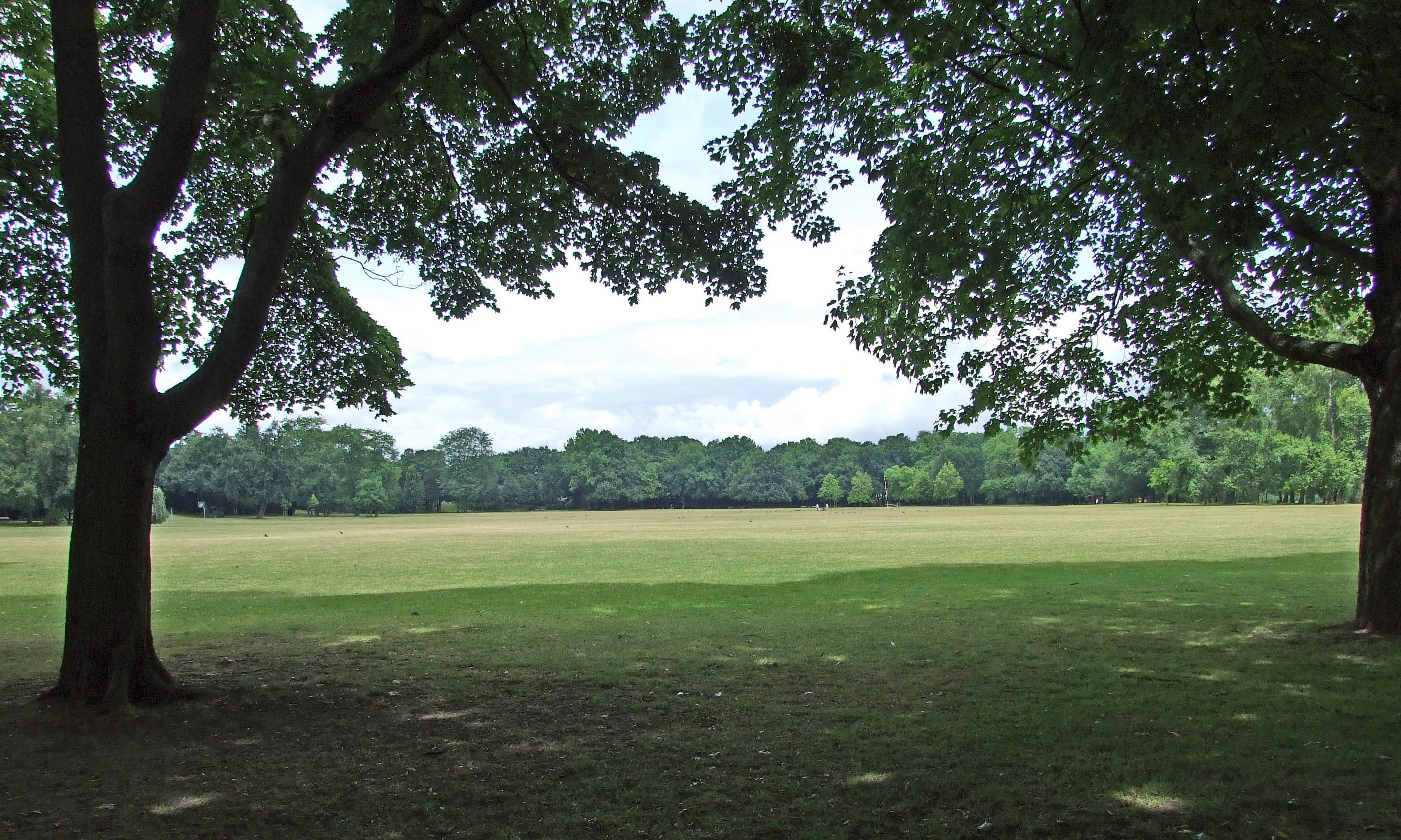
Die große Wiese

Der Frankfurter Ostpark ist eine Parkanlage im Frankfurter Stadtteil Ostend. Die Anlage ist 32,16 ha groß, in ihrer Mitte befindet sich der 4,2 ha große Ostparkweiher. Der Weiher wurde in einem Teil eines trockengelegten Altarms des Mains angelegt, der wegen des hohen Grundwasserspiegels nicht als Baugelände geeignet war. Der Park ist durch ausgedehnte Rasenflächen und seine Sportanlagen charakterisiert. Der Ostpark ist Teil des Frankfurter Grüngürtels und nach dem Volkspark Niddatal die zweitgrößte Parkanlage Frankfurts.

## Charakterisierung
Der Ostpark sollte den Arbeitern der damals angrenzenden Industrie im Bereich der Hanauer Landstraße und allen Bewohnern der im östlichen Frankfurt geplanten neuen Wohngebiete, wie der Siedlung im Riederwald, der Siedlung Bornheimer Hang von Ernst May und deren letztlich nicht realisierter Erweiterung Rothenbuschsiedlung im Riederwald, als Erholungsort dienen. Für die Schüler der Schulen insbesondere oberhalb des Röderberghangs, wie der Dahlmannschule und der Brüder Grimm-Schule an der Rhönstraße, war der Ostpark als Stätte des Sportunterrichtes vorgesehen.
Der Park entstand im Rahmen des Osthafen-Baus am kleinen Riederbruch, einem Überflutungsgebiet und Altarm des Mains, zu Füßen des Buchhangs und des Röderbergs, beides Prallhänge des Main-Altarms. Das Überflutungsgebiet reichte bis zum Seckbacher und Berger Hang des Berger Rückens. Der Ostparkweiher wurde in einem Teil des trockengelegten Flussbetts angelegt. Zusammen mit dem Park wurden Sportplätze angelegt.
Der weitläufige Park mit einem alten Baumbestand aus Erlen (Alnus), Pappeln (Populus) und Weiden (Salix), seinen Rasenflächen und Sportplätzen wird stark frequentiert. Zwei Rundspazierwege unterschiedlichen Durchmessers mit Nebenwegen und Sitzbänken sind ebenso vorhanden wie ein Kiosk und öffentliche Toiletten. Zugänge zum Park gibt es sowohl vom Ratsweg aus als auch von der Ostparkstraße. Darüber hinaus erschloss eine nach dem Bauingenieur und Baubeamten Johann Wilhelm Schwedler benannte Schwedlerbrücke als Fußgängerbrücke über die Gleise der Bahnstrecke Frankfurt–Hanau den Park auch von der südlich gelegenen Hanauer Landstraße.
Der Uferbereich des Ostparkweihers verfügt über eine reichhaltige Flora, die zahlreichen Wasservogel-Arten Unterschlupf, Brutplatz und Nahrung bietet. Entsprechend viele Arten von Vögeln wie Graugänse (Anser anser), Nilgänse (Alopochen aegyptiacus), Kanadagänse (Branta canadensis), Blässhühner (Fulica atra) und Schwäne (Cygnini) gehören daher zur regelmäßig anzutreffenden Fauna des Parks. Seit 2018 gibt es im Ostpark ein sogenanntes Gänsemanagement. Die früher häufig anzutreffenden Enten (Anatidae) sind inzwischen durch die Gänse weitgehend verdrängt worden. In den bis zu 1,5 Meter tiefen Weiher wurde von einem Anglerverein die in Hessen vom Aussterben bedrohte Karausche (Carassius carassius), eine Karpfenart (Cyprinidae), ausgesetzt. Den Park bevölkern heute außerdem zahlreiche Wildkaninchen (Oryctolagus cuniculus), die auch in den weiteren Parkanlagen in der Nähe und den Vorgärten der Anwohner anzutreffen sind.
Der Ostparkweiher ist besonders im Sommer vom Umkippen (Eutrophierung) bedroht, da er keinen natürlichen Zufluss hat und sein Nährstoffangebot durch Überfütterung der Wassertiere durch die Parkbesucher zu hoch ist.
Der 3,76 Hektar große Bürgergarten entstand 1983 aus dem ehemaligen Zentralschulgarten Frankfurts. Dieser wurde von den Schulen damals nicht mehr benötigt. Er ist ein vegetationsgeographisch und vegetationsökologisch angelegter Garten mit dendrologischen Seltenheiten und Schaupflanzungen, einem künstlich gespeisten Bach sowie kleinen Teichen.
Neben den vorwiegend für Fußball geeigneten Hartplätzen verfügt der Park auch über Basketballkörbe und einen Grillplatz.
Im Ostpark sind verschiedene Kunstwerke aufgestellt. Am Rande der großen Wiese steht der von F. W. Bernstein entworfene Elfmeterpunkt. Die Skulptur aus der Reihe Komische Kunst im Frankfurter Grüngürtel soll an die Tradition des Parks bei Hobby-Fußballern erinnern.

## Veranstaltungen
- Am 9. November 1918 fand im Ostpark die Revolutionäre Volksversammlung statt. Der Maler Erich Grube hielt diese in einem Gemälde fest, das sich im Historischen Museum Frankfurt befand und das 1944 zerstört wurde.[3]

- Im jährlichen Rhythmus findet auf dem Ostparkweiher eine Modellboot-Regatta des Modellbau-Clubs Bornheim statt.[4][5] Von Mai bis Oktober sind die Aktiven des Vereins mit ihren Miniaturmodellen an jedem zweiten Sonntag eines Monats vor Ort.[6]

## Geschichte

### Vor der Planung des Ostparks

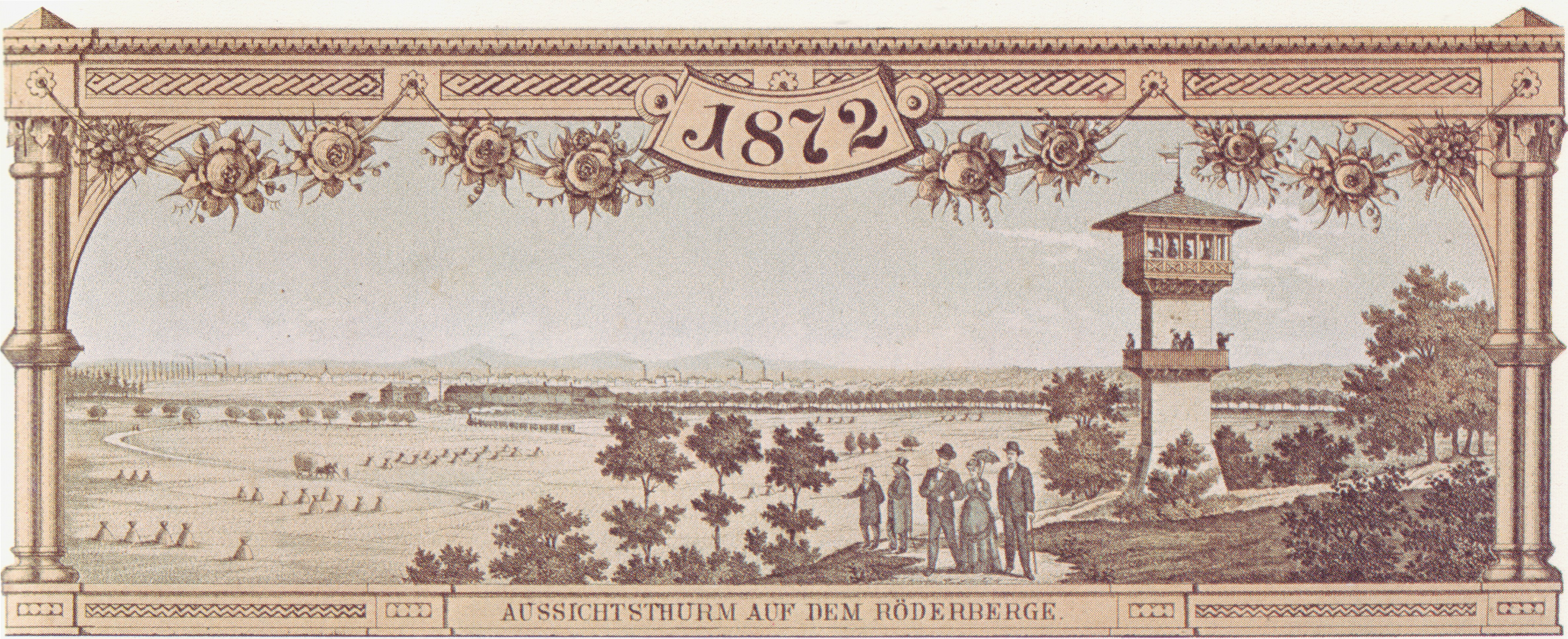
Aus Holz gebauter erster Röderbergturm von 1871 mit Blick über das Riederhöfer Feld in Richtung Offenbach. Auf diesem Gelände befindet sich heute unter anderem der Ostpark

Der das Gelände des späteren Parks überragende 1871 gebaute Röderbergturm aus Holz an der Ecke Röderbergweg/Am Buchwald wurde 1880 durch einen Steinturm ersetzt. Er stand auf Frankfurter Gebiet kurz vor der Grenze zum 1877 eingemeindeten Bornheim. Er bot einen weiten Ausblick über das Feld der Riederhöfe, nach Offenbach, zum Odenwald und zum Spessart. Der Röderbergweg war damals ein bedeutendes Ausflugsziel der Frankfurter Bevölkerung mit einigen Ausflugslokalen.

### Erste Entwicklungsphase von 1898 bis 1902
Der Frankfurter Gartenarchitekt Andreas Weber (1832–1901) erstellte die ersten Pläne für das anfangs noch Ostendpark genannte Parkprojekt. Die ersten Entwürfe richteten sich noch nach den damals geltenden Vorstellungen eines Parks zum Promenieren inmitten einer bepflanzten Parklandschaft. Für die Parkfläche wurde zunächst von einer Größenordnung von 2/5 der später tatsächlich verwirklichten Größe ausgegangen. 1899 verstärkten Sportvereine, Pädagogen und der Fremdenverkehrsverein den Druck auf die Stadt. Die Einrichtung eines Central-Schul-Gartens wurde gefordert. 1900 wurden die Projekte für den Ostendpark und den Schulgarten zusammengelegt. Durch den Tod von Andreas Weber kamen die ursprünglichen Pläne nicht mehr zur Ausführung. Diese Pläne sind vermutlich nicht mehr vorhanden.

### Zweite Entwicklungsphase von 1902 bis 1912
Die Pläne von Weber wurden von dem neuen Frankfurter Gartenbaudirektor Carl Heicke (1862–1938) und auf Anregung von Oberbürgermeister Franz Adickes (1846–1915) weiterentwickelt. Zunächst galten noch die Gestaltungsgrundsätze des 19. Jahrhunderts. Unter der Mitarbeit von Willy Rosenthal (1882–1963) entstanden neue Entwürfe. Die Planungen für einen modernen Volkspark setzten sich durch. 1906 wurde das Gelände für den Park, wie es bis heute existiert, festgelegt und die Baukosten durch den Magistrat von Frankfurt bewilligt. Gegliedert wurde der Park mit zwei Wiesen, die von einem ca. 150 Meter breiten (West-Ost-Richtung), 350 Meter langen (Nord-Süd-Richtung) und 1,50 Meter tiefen Weiher getrennt wurden. Geplant waren Fußwege, Fahrwege und Baumbepflanzungen. Angeschlossen war der Zentralschulgarten.
Das Konzept dieses in den Ostpark integrierten und mit ihm gemeinsam angelegten ehemaligen Zentralschulgartens der Stadt Frankfurt sah vor, die Pflanzenanzucht von Anschauungsmaterial in Form von Kräutern und Zierpflanzen auszuführen und die Schulen mit Anschauungsmaterial für den Biologie- und Zeichenunterricht zu versorgen. Dazu waren auch Teiche für Wasserpflanzen vorgesehen, die von einem Brunnen mit Grundwasser versorgt werden. Die Pläne wurden schließlich in den Jahren 1907 bis 1911 nach den Plänen des Gartenbaudirektors Carl Heicke umgesetzt. 1909 wurde die große Spielwiese auf der Westseite bereits versuchsweise freigegeben. Im Winter 1909/1910 wurde der Ostparkweiher erstmals für den Eislauf geöffnet. 1911 wurde der Ostpark schließlich als erster Volkspark der Stadt Frankfurt errichtet und als erster Volkspark in Deutschland eröffnet. Die geplanten Parkgebäude waren bis 1912 noch nicht begonnen worden.
Der nach dem Gartenbaudirektor benannte Carl-Heicke-Weg zweigt auf der Höhe des Ostparks von der Ostparkstraße ab und führt heute noch den Röderberghang hinauf.

### Dritte Entwicklungsphase von 1912 bis 1945

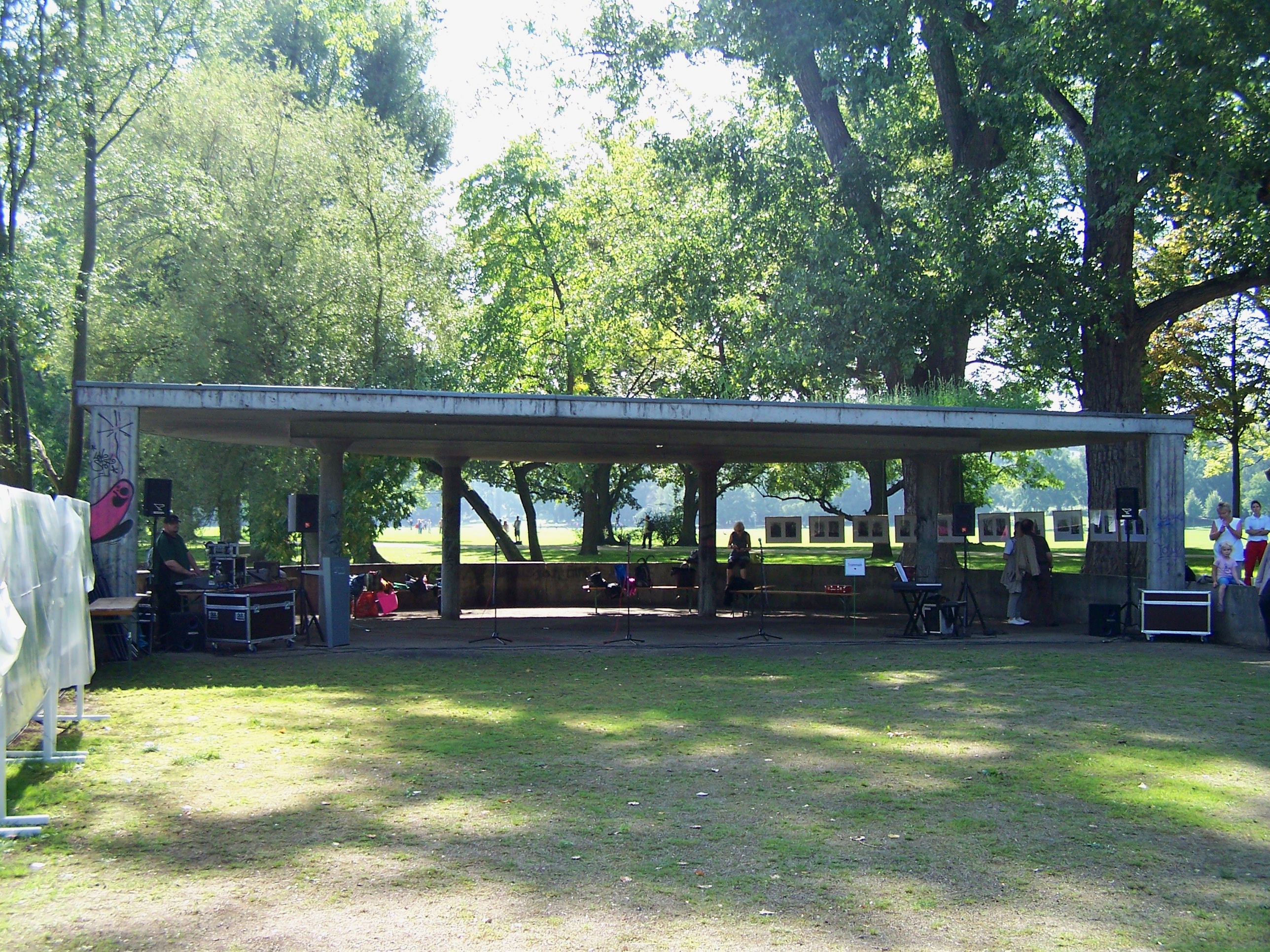
Unterstandshalle von Max Cetto von 1928, Zustand von 2011

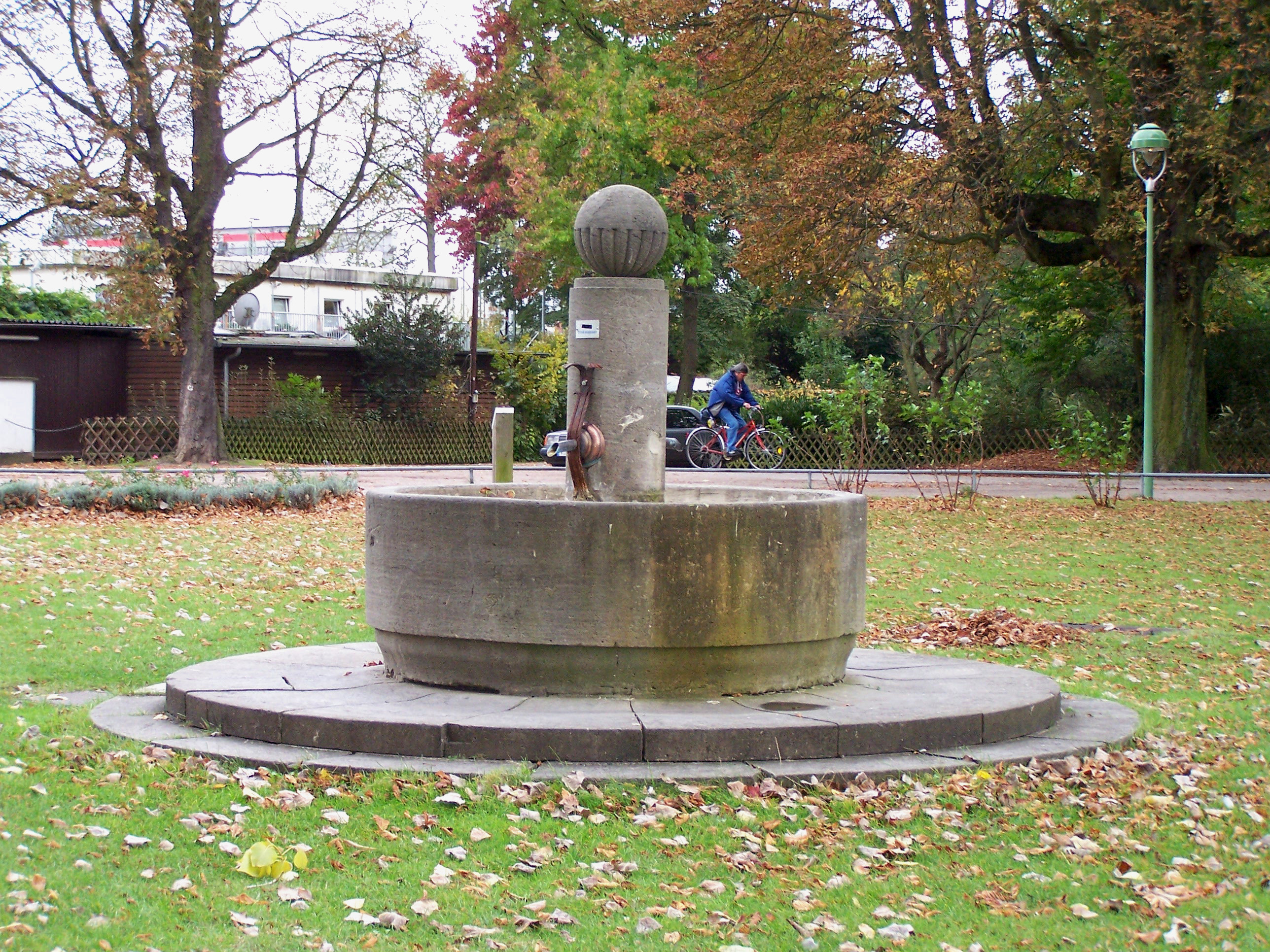
Neoklassizistischer Trinkbrunnen von 1927

Ab 1920 wurde die große Spielwiese täglich von bis zu 800 Kindern genutzt. Der Nachfolger von Carl Heicke war Max Bromme (1878–1974), der von 1912 bis 1914 die Unterkunftsgebäude am südlichen Ende des Ostparkweihers mit öffentlichen Toiletten, Umkleideräumen, Aufbewahrungsräumen und einem Getränkeausschank bauen ließ. 1925 bis 1927 folgte ein neoklassizistischer Trinkbrunnen. Von 1928 bis 1931 wurde am nordwestlichen Ufer des Ostparkweihers von dem Architekten Max Cetto (1903–1980) eine kleine Unterstandshalle mit Trinkbrunnen errichtet. Diese diente dem Betrieb eines festinstallierten Planschbeckens für Kinder. 1934 wurde das Unterkunftsgebäude am Südufer erweitert und das Ostparkkaffee offiziell eingerichtet, nachdem es bereits in den 1920er-Jahren als Sommercaffé unter den Kastanien am Ufer des Weihers betrieben worden war. Der Steinturm auf dem Röderberghang wurde 1936 abgerissen. Die Idee, ihn innerhalb des Lohrparks auf dem Lohrberg im Stadtteil Seckbach wieder aufzubauen, wurde zuvor verworfen. 1942 wurde der Weg an der Ecke Ratsweg/Ostparkstraße als neuer Eingang angelegt und ein kleiner Zweckbau hinzugefügt. Die Unterkunftsgebäude am Südufer wurden bei den Luftangriffen auf Frankfurt am Main im Zweiten Weltkrieg schwer beschädigt. Der Planschbereich und die Unterstandshalle wurden stark beschädigt und die Verglasung zerstört.

### Vierte Entwicklungsphase von 1946 bis 1980
In den Jahren 1946 bis 1948 führte die Schienentrasse des Frankfurter Trümmerexpress direkt am Ostpark vorbei. Die Feldbahn brachte Bauschutt von im Zweiten Weltkrieg zerstörten Gebäuden, Straßen und Plätzen aus der weitgehend zerstörten Alt- und Innenstadt zu dem von 1920 bis 1943 als Stadion am Riederwald von Eintracht Frankfurt genutzten Areal am Ratsweg. Dort befand sich bis 1964/65 der Trümmerberg der Aufbereitungs- und Verwertungsanlage für Trümmerschutt der Trümmerverwertungsgesellschaft im Stadtteil Riederwald.
Ab 1953 begann im Park selbst der Wiederaufbau. Der Weiher wurde entschlammt und der Planschbereich im Nordwesten wiederhergestellt. Das erste Unterkunftsgebäude am Südufer des Ostparkweihers wurde durch einen Neubau im Stil der 1950er-Jahre ersetzt. Dort entstanden neue öffentliche Toiletten, Umkleideräume und ein Kiosk. 1956 wurde im nördlichen Bereich des Parks zum Ratsweg hin eine Bahn für Tretroller eingerichtet. 2011 waren deren Wege noch zu etwa zwei Dritteln erhalten. Ein Teil wurde in der Zwischenzeit durch einen Kinderspielplatz überbaut. 1961 entstand im Osten eine Kleingolfanlage mit 18 Bahnen. Auf dem dem Ostpark direkt gegenüber liegenden ehemaligen Trümmergelände findet seit 1968 die Frankfurter Dippemess statt. Ab 1971 wurden im Ostpark Freiluftkonzerte veranstaltet. 1973 entstand am südlichen Ende der großen Wiese ein Wasserspielplatz mit automatisch gesteuerten Sprühgeräten. 1975 wurde ein Grillplatz auf der Bastion am Weiher angelegt. 1976 wurde im Nordosten des Parks ein Hundeplatz eingerichtet und die Sportplätze auf der kleinen Wiese neu angelegt. Ab 1979 entstanden ein Freiluftschach, eine Bocciabahn, ein Grillplatz und neue Kinderspielplätze. 1979/1980 wurde der Weiher entschlammt. 1981/1982 wurde die Cetto-Unterstandshalle saniert und der Planschbereich aufgegeben.

### Aktuelle Phase von 1980 bis heute
Seit 1981 steht auf dem nach dem Zweiten Weltkrieg als Lagerplatz für Trümmer genutzten Gelände nördlich des Parks die Frankfurter Eissporthalle. 1982 wurde die große Spiel- und Liegewiese für Hunde gesperrt. 1983/1984 wurde der am südwestlichen Rand im Park gelegene Hauptschulgarten aus Mangel an schulischer Nachfrage zu einem Bürgergarten umgewidmet. Die meisten Gehölze sind fast unverändert erhalten. Schachspieltische wurden aufgestellt. An den Sportplätzen wurde eine Unterstand-Halle gebaut. 1985 wurden die beiden Inseln im Ostparkweiher mit Oberboden versehen und verfestigt. Am 28. September 1985 startete ein Wettbewerb von 32 mit Wasserstoff gefüllten Gasballons im Ostpark. Anlass des Starts war das 200-jährige Jubiläum des ersten Ballonstarts von Jean-Pierre Blanchard auf der Bornheimer Heide am 3. Oktober 1785. Der Ostpark steht seit 1986 unter Denkmalschutz. 1987/1988 wurde die Uferzone des Weihers neu bepflanzt. 1988 bis 1990 wurde der Weiher saniert. 1994 folgte die Sanierung der Ufertreppen und der Mauer an der Bastion.
Am 21. August 2011 wurde das Familienfest 100 Jahre Ostpark mit Führungen, Ausstellungen, Sportaktionen wie Vorführungen von Tribal Dance von Mitgliedern der Turngemeinde Bornheim, sowie mit Musik und Drachenboot-Fahrten begangen.

## Lage
Der Ostpark wird nördlich und östlich durch den Ratsweg begrenzt, westlich durch die Ostparkstraße unterhalb des Röderbergs als Fortsetzung des Bornheimer Hangs nach Süden. Auf der Ostseite befindet sich die Trasse der A 661. Im Norden liegen die Eissporthalle Frankfurt und der Festplatz am Ratsweg. Im Süden grenzt der Park an die Bahnstrecke Frankfurt–Hanau sowie an Anlagen des Containerbahnhofs Frankfurt Ost, der sich an der Stelle des 1960 aufgelösten Bahnbetriebswerkes Frankfurt/M. Ost befindet. Südlich davon liegt der Frankfurter Osthafen. In der Ostparkstraße befindet sich die Academy of Visual Arts.

## Jakobsweg
Unterhalb des Bornheimer Hangs und durch den Ostpark verläuft ein Zweig des deutschen Jakobswegs. Dieser orientiert sich an dem Verlauf des historischen Fernhandelsweges von Leipzig nach Frankfurt am Main (Des Reiches Straße). Er beginnt in der Bischofsstadt Fulda, führt über Schlüchtern, Steinau an der Straße, Bad Soden-Salmünster, Gelnhausen, Langenselbold, Erlensee und Bruchköbel und gehört zum Netz der Hauptwege der Jakobspilger in Europa, die nach Santiago de Compostela führen. Er führt über insgesamt 116 km an der Heilig-Kreuz-Kirche vorbei über den Ostpark an dem Neubau der Europäischen Zentralbank auf dem Gelände der ehemaligen Großmarkthalle weiter zum Ufer des Mains in die Innenstadt Frankfurts, weiter am Main entlang bis zum Eisernen Steg, auf dem linken Mainuferweg in Richtung Mainz und anschließend weiter nach Trier.

## Verkehrsanbindung
Der Ostpark ist durch die Linien U7 (Stadtbahn), 12 (Straßenbahn) der Frankfurter Verkehrsgesellschaft VGF und die Linie 103 der Offenbacher Verkehrs-Betriebe an den öffentlichen Personennahverkehr (ÖPNV) des Rhein-Main-Verkehrsverbundes angebunden. Die Haltestelle der U-Bahn ist der U-Bahnhof Eissporthalle, die Haltestelle der Straßenbahn heißt Eissporthalle/Festplatz. Vom Ausgang Saalburgallee/Eissporthalle des U-Bahnhofes ist der nächste Eingang des Parks nach einem bergab führenden Fußweg von etwa fünf Minuten zu erreichen.
Auf der Ostseite des Parks befindet sich die Abfahrt Frankfurt-Ost der Bundesautobahn 661. Parkmöglichkeiten befinden sich in der Ostparkstraße, die während der Dippemess teilweise (zwischen Ratsweg und den ersten Anliegern) als Einbahnstraße Richtung Ostbahnhof geführt wird, um die Parkflächen zu vergrößern und den Straßenverkehr abzuleiten.